# خودسازمان‌دهی

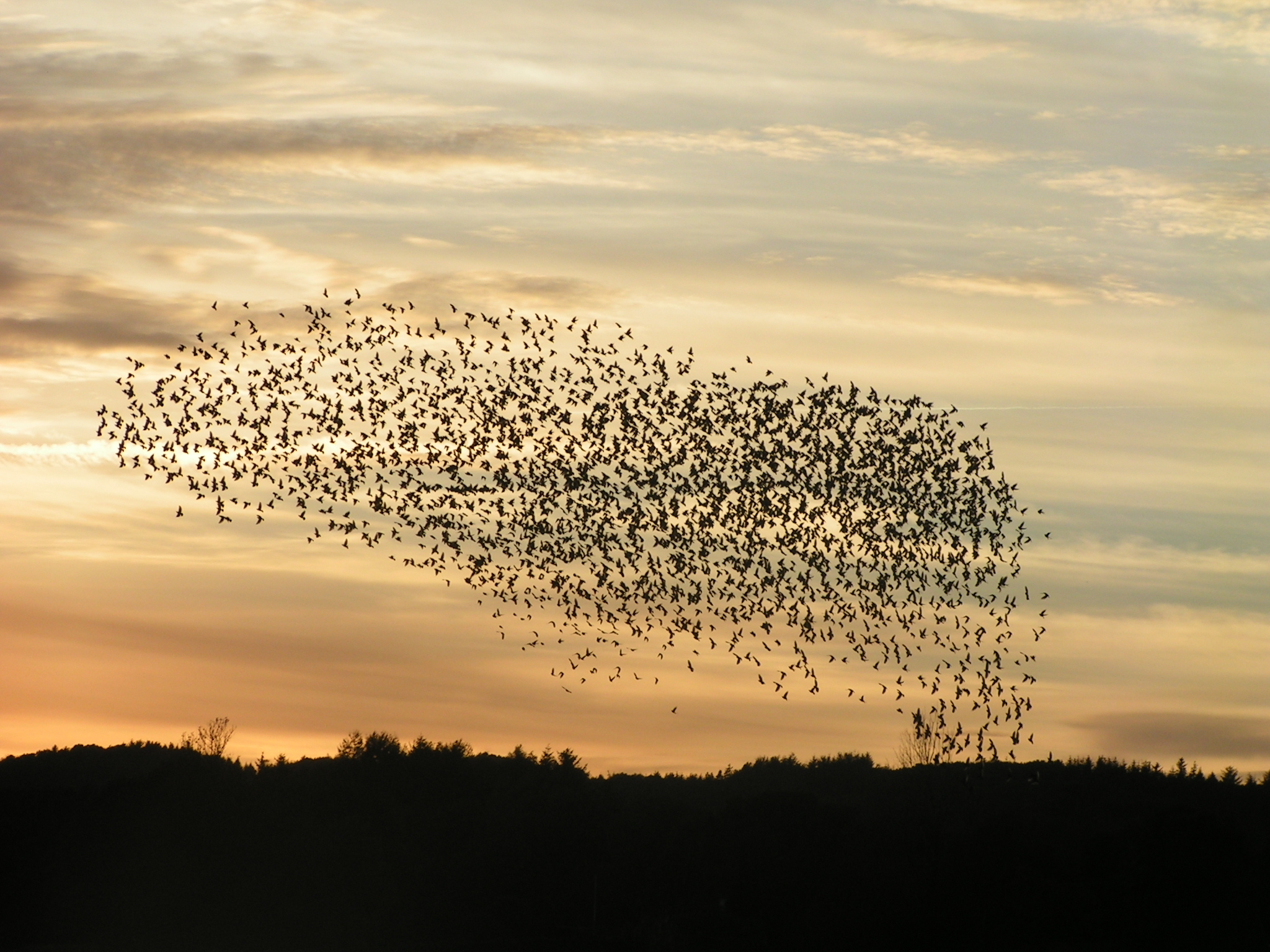
رفتار گروهی پرندگان نمونهٔ خودسازماندهی در زمینه زیست‌شناسی است

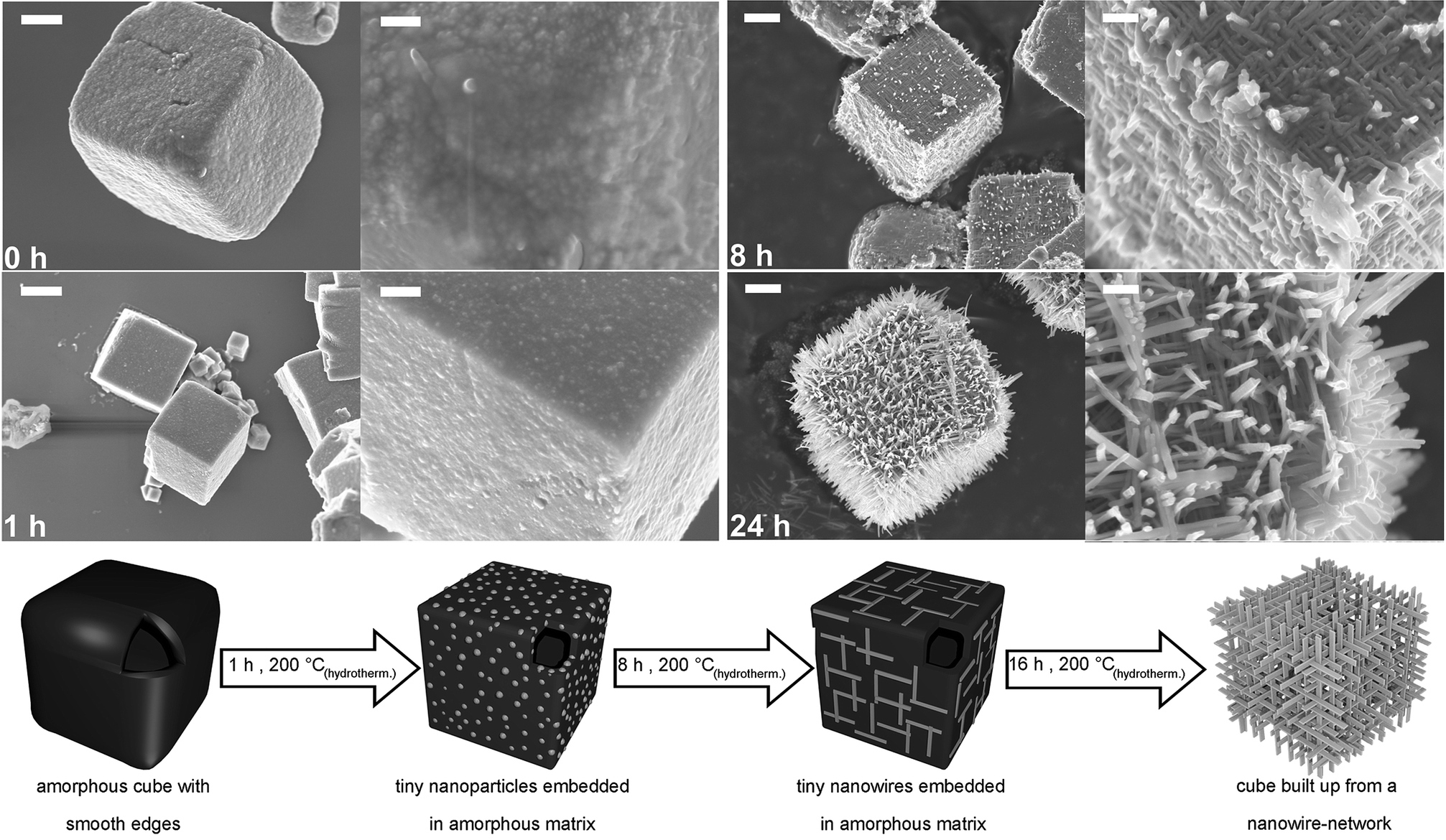
خودسازمان‌دهی در مقیاس میکرونِ مکعب‌های (Nb_{3}O_{7}(OH در طولِ سنتز هیدروترمال در دمای ۲۰۰ درجه سانتیگراد. شکل ابتدایی آن‌ها جامد آمورف است و به‌تدریج به شبکه‌های سه بعدیِ کریستالیِ نانوسیم تبدیل می‌شوند.

خودسازمان‌یابی (Self-organization) فرایندی است، که در طی آن سازمان‌یافتگی درونی یک سیستم - به‌طور نرمال یک سیستم باز - به سمت پیچیدگی افزون‌تر تکامل پیدا می‌کند، بدون آنکه توسط عوامل بیرونی هدایتی دریافت نموده باشد، یا اعمال مدیریتی بر روی آن صورت پذیرفته باشد.
ماشین‌ها، و سیستم‌های ساختهٔ دست انسان در سده‌های قبل ساختارها و سازمان‌یافتگی‌های خود را به تبع نقشه‌ها و دستورهای بیرونی به‌دست می‌آوردند، در حالی که، بسیاری از سیستم‌های طبیعی بر طبق فرایندها و قانون‌های درونی خودشان و در پی خودسازمان‌یابی است که ساختارمند و نظام‌دار می‌شوند.

## تعریف

سلول‌های همرفتی در حضور میدان گرانشی

خودسازمان‌یابی فرایندی است که در آن الگوهای بلندتر از و کلی یک سیستم تنها از طریق تعاملات پرشمار مابین مؤلفه‌های جزئی و کوتاه‌تر از آن بروز و ظهور می‌نماید. به‌علاوه قواعد مورد اجرا توسط تعاملات میان اجزاء سیستم فقط براساس اطلاعات موضعی، و بدون ارجاع به الگوی کلی، تعیین می‌شود.
خودسازمان‌دهی یا نظم خودجوش (در علوم اجتماعی) فرایندی است که در آن شکلی از نظم از اثرات متقابل بین قسمت‌های یک سیستم بدون نظم اولیه، پدیدار می‌شود. این فرایند خودجوش بوده و به کنترل یک عامل بیرونی نیاز ندارد. اغلب این فرایند با نوسانات تصادفی آغاز و با بازخوردهای مثبت تقویت می‌شود. سازمان منتج کاملاً غیر متمرکز است و در تمامی اجزای سیستم توزیع شده‌است. بدین ترتیب این سازمان عموماً قدرتمند بوده و قابلیت نجات و مرمت خود پس از آشفتگی‌های قابل توجه را دارد. نظریه آشوب خودسازماندهی را به مثابه جزایر پیش‌بینی پذیر در دریای آشوبِ پیش‌بینی ناپذیر می‌داند.
خودسازماندهی در بسیاری سیستم‌های فیزیکی، شیمیایی، زیستی، رباتیک و شناختی رخ می‌دهد. برای نمونه می‌توان به بلوری شدن، همرفت، نوسان (اوسیلاسیون) شیمیایی، رفتار گروهی حیوانات و شبکه عصبی زیستی و مصنوعی اشاره کرد.

## بررسی اجمالی
خودسازماندهی در فیزیک فرایندهای غیرتعادلی و واکنش‌های شیمیایی یافته می‌شود و در آن‌ها با نام خود امتزاجی شناخته می‌شود. این مفهوم در زیست‌شناسی از سطوح مولکولی تا سطوح اکوسیستمی، مفهومی بسیار مفید است. بسیاری مثال‌های دیگر رفتارهای خود سازماندهانه در ادبیات دیگر رشته‌ها هم موجود می‌باشد، هم در علوم طبیعی و هم در علوم اجتماعی همچون اقتصاد و انسان‌شناسی. خود سازمان دهی در سیستم‌های ریاضیاتی مانند اتوماتای سلولی هم دیده شده‌است. خود سازماندهی را نباید با مفهوم مربوط پدیداری اشتباه کرد.
خودسازمان دهی بر سه عنصر اصلی استوار است:
1. غیرخطی بودن قوی دینامیک، هرچند اغلب لزوماً شامل بازخورد مثبت و منفی نباشد.
2. تعادل بین استثمار و اکتشاف
3. تعاملات چندگانه

## اصول
آقای ویلیام راس اشبی، متخصص سایبرنتیک، در سال ۱۹۴۷ اصول اولیه خودسازمان دهی را تدوین کرد. وی بیان می‌کند که هر سیستم دینامیک قطعی به صورت اتوماتیک به سمت تعادل حرکت می‌کند و می‌توان آن را به شکل جاذبی در ظرفی از حالات اطراف توصیف نمود. زمانی که به این نقطه می‌رسد، تکامل سیستم در ادامه باید محدود به جاذب باشد. این محدودیت شکلی از وابستگی یا همکاری را بین اجزای تشکیل دهنده یا زیرسیستم‌هایش می‌رساند. طبق گفته اشبی، هر زیرسیستم با محیط شکل گرفته توسط تمامی زیرسیستم‌های دیگر وفق پیدا می‌کند.
آقای هانتس فون فورستر، متخصص سایبرنتیک، اصول نظم از آشفتگی را در سال ۱۹۶۰ تدوین نمود. وی بیان می‌کند که خود سازمان دهی توسط آشفتگی‌های تصادفی که اجازه اکتشاف حالات مختلف در فضای حالت خود را به سیستم می‌دهند، تسهیل می‌شود. این امر باعث بالارفتن شانس رسیدن سیستم به ظرف جاذب قوی یا عمیق می‌شود که از این ظرف می‌تواند به سرعت وارد خود جاذب شود. ایلیا پریگوژین، ترمودینامیکیست، اصل مشابهی را تحت عنوان نظم از طریق نوسانات یا نظم برآمده از آشفتگی تدوین نمود. این اصل در روش شبیه‌سازی آنلینگ برای حل مسئله و فرآگیری ماشین بکار رفته‌است.

## بر اساس زمینه‌ها

### در یادگیری
اغلب فرض می‌شود قادر کردن دیگران به یادگیری چگونگی یادگیری به معنی این است که به آن‌ها بیاموزیم که چگونه تعلیم ببینند. یادگیری خود سازماندهانه اینکه متخصص بهتر می‌داند یا اینکه بهترین شیوه‌ای وجود دارد، را نفی می‌کند و به جای آن بر ساخت معنی مربوط و ماندنی و مهم از نظر شخص که توسط یادگیرنده آزمونده می‌شود، اصرار دارد. این امر می‌تواند از نظر شخصی مبتنی بر همکاری و با پاداش بیشتر باشد. این فرایند، فرایندی همیشگی است و به محیط یادگیری خاصی (دانشگاه، مدرسه، خانه) محدود نیست و تحت کنترل سلطه گرانی همچون اولیا و استادان نمی‌باشد. لازم است این فرایند از طریق تجربه شخصی یادگیرنده آزموده شود و متناوباً مورد تجدید نظر قرار گیرد و لازم نیست با زبان یا هوشیاری محدود شود. فریتجوف کاپرا می‌گوید که این موضوع در تعلیم و تربیت و روان‌شناسی خوب شناخته نشده‌است. از آنجا که شامل یک لوپ کنترل بازخورد منفی است می‌تواند به سایبرنتیک یا نظریه سیستم‌ها مربوط باشد. خود سازماندهی می‌تواند طی یک مکالمه یا دیالوگ یادگیری بین یادگیرندگان یا به صورت فردی انجام شود.

### در زبان‌شناسی
نظم با تعاملات رفتاری جمعی یا فردی به صورت خودجوش با فرگشت بیولوژیکی، در تکامل زبان ظاهر شده‌است.

## مصداق‌ها و کاربردها

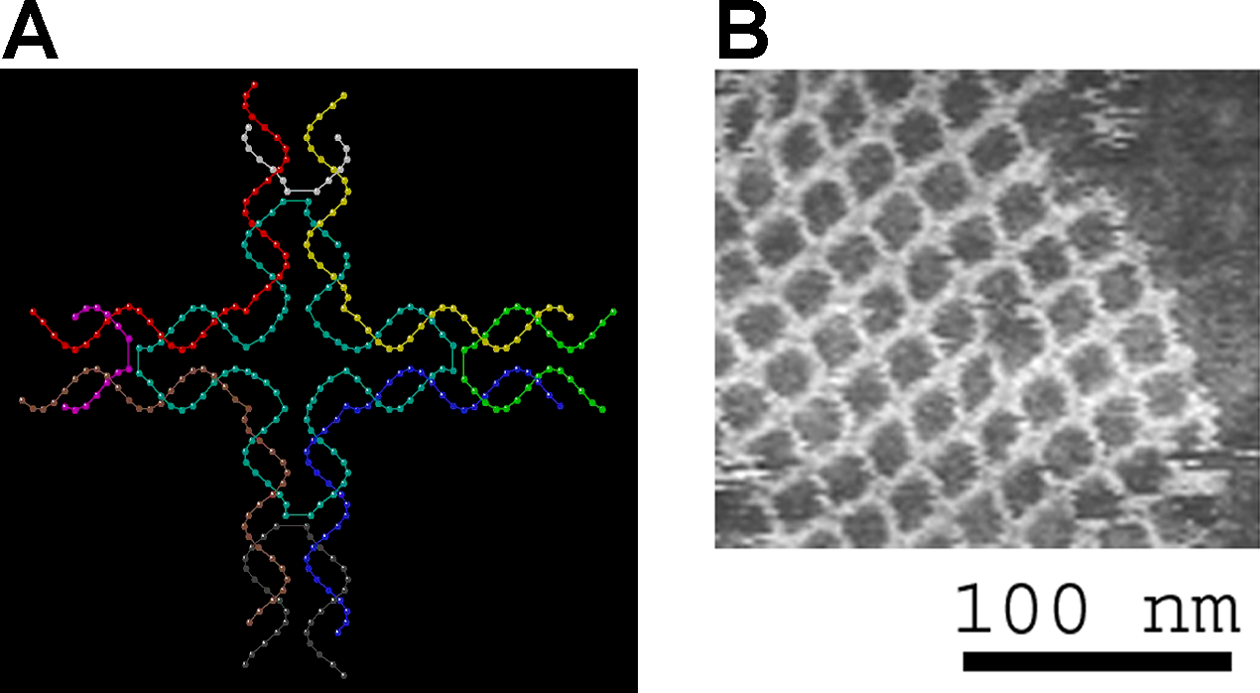
نانوساختار دی‌ان‌ای که به‌طور شماتیک در سمت چپ نشان داده شده‌است، خود را به شکل ساختاری سمت راست درمی‌آورد.

اصول و شیوه‌های خودسازمان‌یابی را می‌توان بر دینامیک ایجاد، فرگشت، و عملکرد تمامی پدیده‌های پیچیدهٔ جهان (هم درونی، و هم بیرونی) و نیز، بر روش‌های مدل‌سازی و کنترل آن‌ها حاکم دانست.
خودسازمان‌دهی در مقوله‌های زیر قابل مشاهده است:
- خودسازمان‌دهی در فیزیک
- خودسازمان‌دهی در شیمی
- خودسازمان‌دهی در زیست‌شناسی
- خودسازمان‌دهی در ریاضیات و علوم رایانه
- خودسازمان‌دهی در سیبرنتیک
- خودسازمان‌دهی در جوامع انسانی
- خودسازمان‌دهی در زبان‌شناسی

## جستارهای پیوسته
- خودسامانی

## پانوشته‌ها
1. ↑  Betzler, S. B.; Wisnet, A.; Breitbach, B.; Mitterbauer, C.; Weickert, J.; Schmidt-Mende, L.; Scheu, C. (2014). "Template-free synthesis of novel, highly-ordered 3D hierarchical Nb3O7(OH) superstructures with semiconductive and photoactive properties". Journal of Materials Chemistry A. 2 (30): 12005. doi:10.1039/C4TA02202E.
2. ↑  Organization
3. ↑  نظیر دانشنامهٔ ویکی‌پدیا
4. ↑  Evolution
5. 1 2  خودسازمان‌یابی در سیستم‌های زیست‌شناسی
6. ↑  Strong, M. (2004). "Protein Nanomachines". PLoS Biology. 2 (3): e73–e74. doi:10.1371/journal.pbio.0020073. PMC 368168. PMID 15024422.